# Meliakrouniomys
Genre
Meliakrouniomys est un genre fossile de rongeurs ayant vécu à la fin de l'Éocène (Priabonien), il y a environ entre 38 et 34 Ma (millions d'années).

## Répartition géographique
Ses restes fossiles sont connus au Canada et aux États-Unis.

## Liste d'espèces
Selon Paleobiology Database (30 janvier 2017) :
- † Meliakrouniomys skinneri ;
- † Meliakrouniomys wilsoni (espèce type).